# 중앙불교위원회
중앙불교위원회(中央佛敎委員會)는 대한민국 제2대 국회의원 선거에서 1석의 당선자를 낸 대한민국의 정당이다.
당시 당선자는 경상북도 대구시 을선거구(제2선거구)에서 당선되던 박성하이다.